# Mohamed Sarr
Adama Mohamed Sarr (Dakar, 23 dicembre 1983) è un ex calciatore senegalese di ruolo difensore.
È soprannominato Momo.

## Caratteristiche tecniche
È un difensore centrale forte fisicamente.

## Carriera
Arriva giovanissimo in Italia, poiché a sedici anni viene tesserato dal Treviso. Passa poi al Milan, in cui milita per una stagione dove ottiene una sola presenza in campionato e due in Coppa UEFA, dove segna una rete conto il BATĖ Borisov. Successivamente inizia per lui una serie di prestiti in giro per l'Italia e per l'Europa: la prima squadra a beneficiare delle sue prestazioni è il Galatasaray, con cui colleziona 7 presenze ed una rete, quindi a gennaio passa all'Ancona, senza disputare partite, e nell'annata successiva gioca 6 partite con l'Atalanta. L'ultima stagione in prestito la passa al Vittoria, in Serie C1, collezionando 29 presenze.
Passato allo Standard Liegi nel 2005, con la formazione belga gioca competizioni europee per club quali Europa League e Champions League. L'anno successivo viene ceduto in Spagna, all'Hércules, dove non riesce a giocare con continuità anche a causa di numerosi problemi fisici.
Nel mercato estivo 2011 passa a titolo definitivo al Genk con cui disputa solo una partita in Champions League prima di trasferirsi all'OFI Creta l'anno seguente.

## Statistiche

### Cronologia presenze e reti in nazionale
| Cronologia completa delle presenze e delle reti in nazionale ― Senegal | Cronologia completa delle presenze e delle reti in nazionale ― Senegal | Cronologia completa delle presenze e delle reti in nazionale ― Senegal | Cronologia completa delle presenze e delle reti in nazionale ― Senegal | Cronologia completa delle presenze e delle reti in nazionale ― Senegal | Cronologia completa delle presenze e delle reti in nazionale ― Senegal | Cronologia completa delle presenze e delle reti in nazionale ― Senegal | Cronologia completa delle presenze e delle reti in nazionale ― Senegal |
| Data                                                                   | Città                                                                  | In casa                                                                | Risultato                                                              | Ospiti                                                                 | Competizione                                                           | Reti                                                                   | Note                                                                   |
| ---------------------------------------------------------------------- | ---------------------------------------------------------------------- | ---------------------------------------------------------------------- | ---------------------------------------------------------------------- | ---------------------------------------------------------------------- | ---------------------------------------------------------------------- | ---------------------------------------------------------------------- | ---------------------------------------------------------------------- |
| 17-6-2001                                                              | Lomé                                                                   | Togo                                                                   | 1 – 0                                                                  | Senegal                                                                | Qual. Mondiali 2002                                                    | -                                                                      | 60’                                                                    |
| 8-11-2001                                                              | Jeonju                                                                 | Corea del Sud                                                          | 0 – 1                                                                  | Senegal                                                                | Amichevole                                                             | -                                                                      | 80’                                                                    |
| 30-12-2001                                                             | Dakar                                                                  | Senegal                                                                | 2 – 4                                                                  | Burkina Faso                                                           | Amichevole                                                             | -                                                                      | Uscita                                                                 |
| 27-3-2002                                                              | Dakar                                                                  | Senegal                                                                | 2 – 1                                                                  | Bolivia                                                                | Amichevole                                                             | -                                                                      | 82’                                                                    |
| 10-6-2007                                                              | Blantyre                                                               | Malawi                                                                 | 2 – 3                                                                  | Senegal                                                                | Amichevole                                                             | -                                                                      |                                                                        |
| 17-6-2007                                                              | Matola                                                                 | Mozambico                                                              | 0 – 0                                                                  | Senegal                                                                | Qual. Coppa d'Africa 2008                                              | -                                                                      | 84’                                                                    |
| 21-8-2007                                                              | Londra                                                                 | Ghana                                                                  | 1 – 1                                                                  | Senegal                                                                | Amichevole                                                             | -                                                                      | 90’                                                                    |
| 8-9-2007                                                               | Dakar                                                                  | Senegal                                                                | 5 – 1                                                                  | Burkina Faso                                                           | Qual. Coppa d'Africa 2008                                              | -                                                                      |                                                                        |
| 17-11-2007                                                             | Colombes                                                               | Mali                                                                   | 2 – 3                                                                  | Senegal                                                                | Amichevole                                                             | -                                                                      | 74’                                                                    |
| 21-11-2007                                                             | Créteil                                                                | Marocco                                                                | 3 – 0                                                                  | Senegal                                                                | Amichevole                                                             | -                                                                      | 46’                                                                    |
| 12-1-2008                                                              | Dakar                                                                  | Senegal                                                                | 3 – 1                                                                  | Namibia                                                                | Amichevole                                                             | -                                                                      | 46’                                                                    |
| 1-4-2009                                                               | Teheran                                                                | Iran                                                                   | 1 – 1                                                                  | Senegal                                                                | Amichevole                                                             | -                                                                      |                                                                        |
| 12-8-2009                                                              | Kinshasa                                                               | RD del Congo                                                           | 1 – 2                                                                  | Senegal                                                                | Amichevole                                                             | -                                                                      |                                                                        |
| 5-9-2009                                                               | Cabinda                                                                | Angola                                                                 | 1 – 1                                                                  | Senegal                                                                | Amichevole                                                             | -                                                                      | 90’                                                                    |
| 14-10-2009                                                             | Seul                                                                   | Corea del Sud                                                          | 2 – 0                                                                  | Senegal                                                                | Amichevole                                                             | -                                                                      |                                                                        |
| 27-5-2010                                                              | Aalborg                                                                | Danimarca                                                              | 2 – 0                                                                  | Senegal                                                                | Amichevole                                                             | -                                                                      | 71’                                                                    |
| Totale                                                                 |                                                                        | Presenze                                                               | 16                                                                     |                                                                        | Reti                                                                   | 0                                                                      |                                                                        |

## Palmarès

### Club

#### Competizioni giovanili
- Torneo di Viareggio: 1

Milan: 2001

#### Competizioni nazionali
- Campionato belga: 2

Standard Liegi: 2007-2008, 2008-2009
- Supercoppa del Belgio: 2

Standard Liegi: 2008, 2009